# Parlamentarische Untersuchungskommission «Geschäftsführung der Behörden – CS-Notfusion»
Die parlamentarische Untersuchungskommission «Geschäftsführung der Behörden – CS-Notfusion» (auch CS-PUK genannt) ist eine Untersuchungskommission des Schweizer Parlaments. Sie untersuchte in den Jahren 2023 und 2024 die Geschäftsführung des Bundesrates, der Bundesverwaltung und anderer Träger von Aufgaben des Bundes im Zusammenhang mit der Notfusion der Credit Suisse mit der UBS. Der Bericht der Untersuchung wurde am 20. Dezember 2024 veröffentlicht.

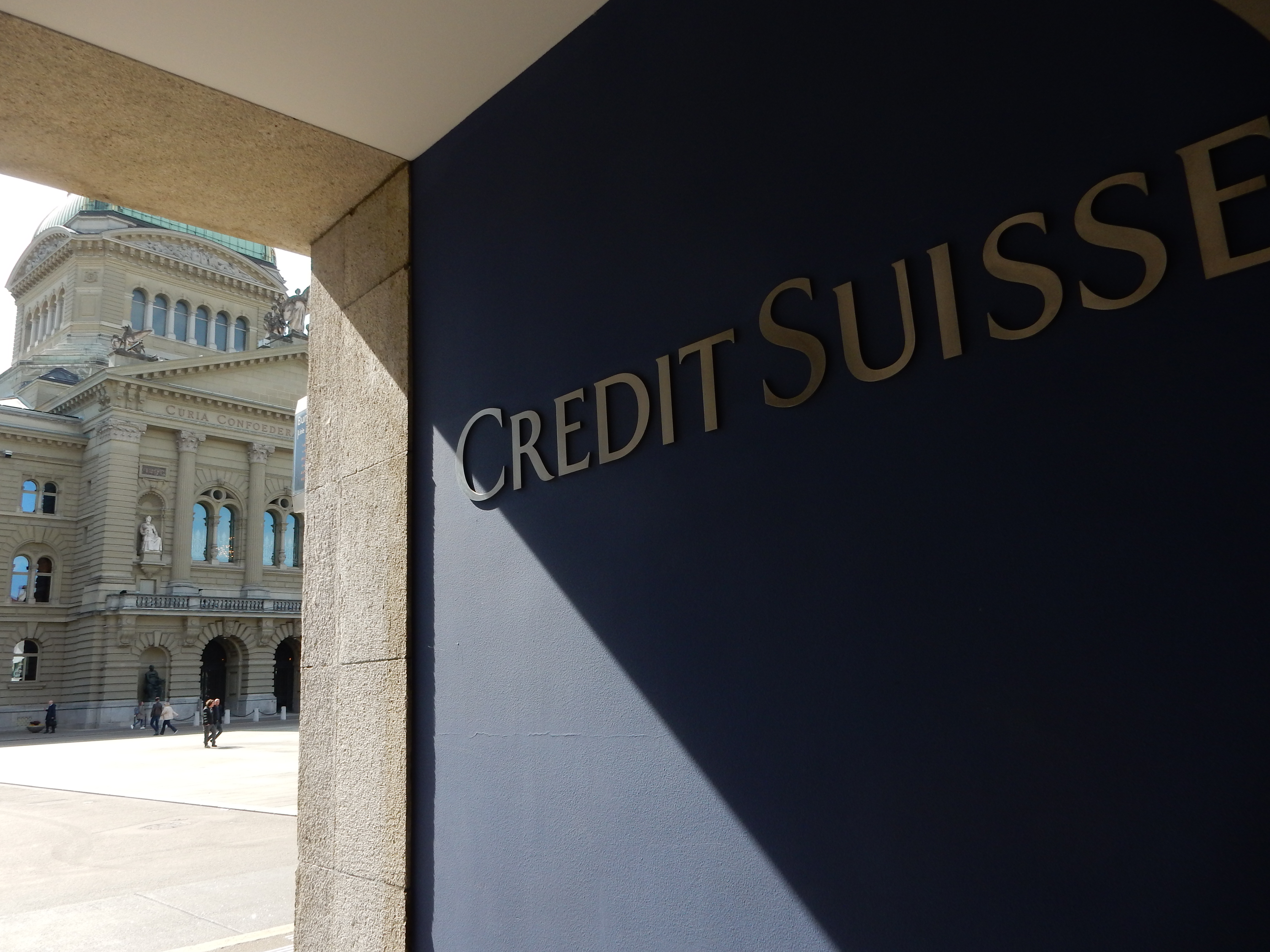
Das eidgenössische Parlament hat die Arbeit der Behörden während der Notfusion der Credit Suisse mit der UBS untersucht.

## Hintergrund
Am 19. März 2023 beschloss der Bundesrat im Rahmen einer eigens erlassenen Notverordnung und mit Zustimmung der Finanzdelegation der eidgenössischen Räte, dringliche Kredite in Höhe von 9 Milliarden Franken zugunsten der Grossbank UBS sowie 100 Milliarden Franken für die Schweizerische Nationalbank (SNB) bereitzustellen. Diese Massnahmen dienten dazu, die Übernahme der angeschlagenen Credit Suisse durch die UBS zu ermöglichen. In der ausserordentlichen Session vom 11. und 12. April 2023 lehnte die Bundesversammlung diese Kredite zwar ab; dies hatte jedoch keine rechtliche Wirkung, da davon ausgegangen wurde, dass der Bundesrat bereits bindende vertragliche Verpflichtungen gegenüber der UBS und der SNB eingegangen war.
Am 8. Juni 2023 setzte die Bundesversammlung eine Parlamentarische Untersuchungskommission (PUK) ein, um die Rolle und das Handeln der Behörden im Zusammenhang mit der Notfusion der Credit Suisse mit der UBS zu untersuchen. Der Nationalrat stimmte dem Beschluss einstimmig zu, der Ständerat mit 37 zu 5 Stimmen. Konkreter Gegenstand der Untersuchung bildete «die Geschäftsführung der letzten Jahre des Bundesrates, der Bundesverwaltung und anderer Träger von Aufgaben des Bundes im Zusammenhang mit der Notfusion der CS mit der UBS, soweit diese der parlamentarischen Oberaufsicht unterliegen». Untersucht wurden «die Rechtmässigkeit, Zweckmässigkeit und Wirksamkeit der Tätigkeit» der Behörden und Organe sowie deren Zusammenarbeit untereinander und mit Dritten.
Die Koordinationskonferenz der Bundesversammlung, bestehend aus den Büros von Nationalrat und Ständerat, wählte am 14. Juni 2023 Ständerätin Isabelle Chassot zur Präsidentin der PUK und Nationalrätin Franziska Ryser zur Vizepräsidentin. Die Kommission setzt sich aus je sieben Mitgliedern des Nationalrates und des Ständerates zusammen. Die Fraktionen der SVP, FDP und der Mitte stellen jeweils drei Mitglieder, während die Fraktionen der SP und der Grünen je zwei Mitglieder stellen. Ein Sitz entfällt auf die Fraktion der GLP.

## Organisation
Die Untersuchungskommission tagte unter der Leitung von Kommissionspräsidentin und Mitte-Nationalrätin Isabelle Chassot. Weitere Mitglieder sind:
| Name                              | Organ       | Fraktion | Kanton                 |
| --------------------------------- | ----------- | -------- | ---------------------- |
| Roland Fischer (bis Wahl 2023)    | Nationalrat | GLP      | Luzern                 |
| Alfred Heer                       | Nationalrat | SVP      | Zürich                 |
| Thomas Matter                     | Nationalrat | SVP      | Zürich                 |
| Leo Müller                        | Nationalrat | Mitte    | Luzern                 |
| Roger Nordmann                    | Nationalrat | SP       | Waadt                  |
| Franziska Ryser (Vizepräsidentin) | Nationalrat | Grüne    | St. Gallen             |
| Daniela Schneeberger              | Nationalrat | FDP      | Baselland              |
| Beat Flach (ab Wahl 2023)         | Nationalrat | GLP      | Aargau                 |
| Philippe Bauer (bis Wahl 2023)    | Ständerat   | FDP      | Neuenburg              |
| Andrea Caroni                     | Ständerat   | FDP      | Appenzell Ausserrhoden |
| Isabelle Chassot (Präsidentin)    | Ständerat   | Mitte    | Freiburg               |
| Maya Graf                         | Ständerat   | Grüne    | Baselland              |
| Daniel Jositsch                   | Ständerat   | SP       | Zürich                 |
| Werner Salzmann                   | Ständerat   | SVP      | Bern                   |
| Heidi Z’graggen                   | Ständerat   | Mitte    | Uri                    |
| Matthias Michel (ab Wahl 2023)    | Ständerat   | FDP      | Zug                    |

Nach den Wahlen vom 22. Oktober 2023 schieden Ständerat Philippe Bauer und Nationalrat Roland Fischer aus. Sie wurden zu Beginn der neuen Legislatur durch Ständerat Matthias Michel und Nationalrat Beat Flach ersetzt.

## Bericht
Am 20. Dezember 2024 veröffentlichte die Untersuchungskommission ihren Bericht. Darin werden sowohl der Verwaltungsrat als auch die Geschäftsleitung der Bank für den Vertrauensverlust und die wirtschaftliche Instabilität verantwortlich gemacht. Laut Kommission hätten beide Gremien mehrfach Weisungen der Eidgenössischen Finanzmarktaufsicht missachtet und sich gegenüber deren Interventionen als «renitent» erwiesen. Erwähnt wurde auch das Missverhältnis bei der Auszahlung von Bonuszahlung: so habe die Bank in zwölf Jahren 33,7 Milliarden Franken Verlust gemacht, aber im gleichen Zeitraum 39,8 Milliarden Franken Leistungsprämien an das Management ausgezahlt.

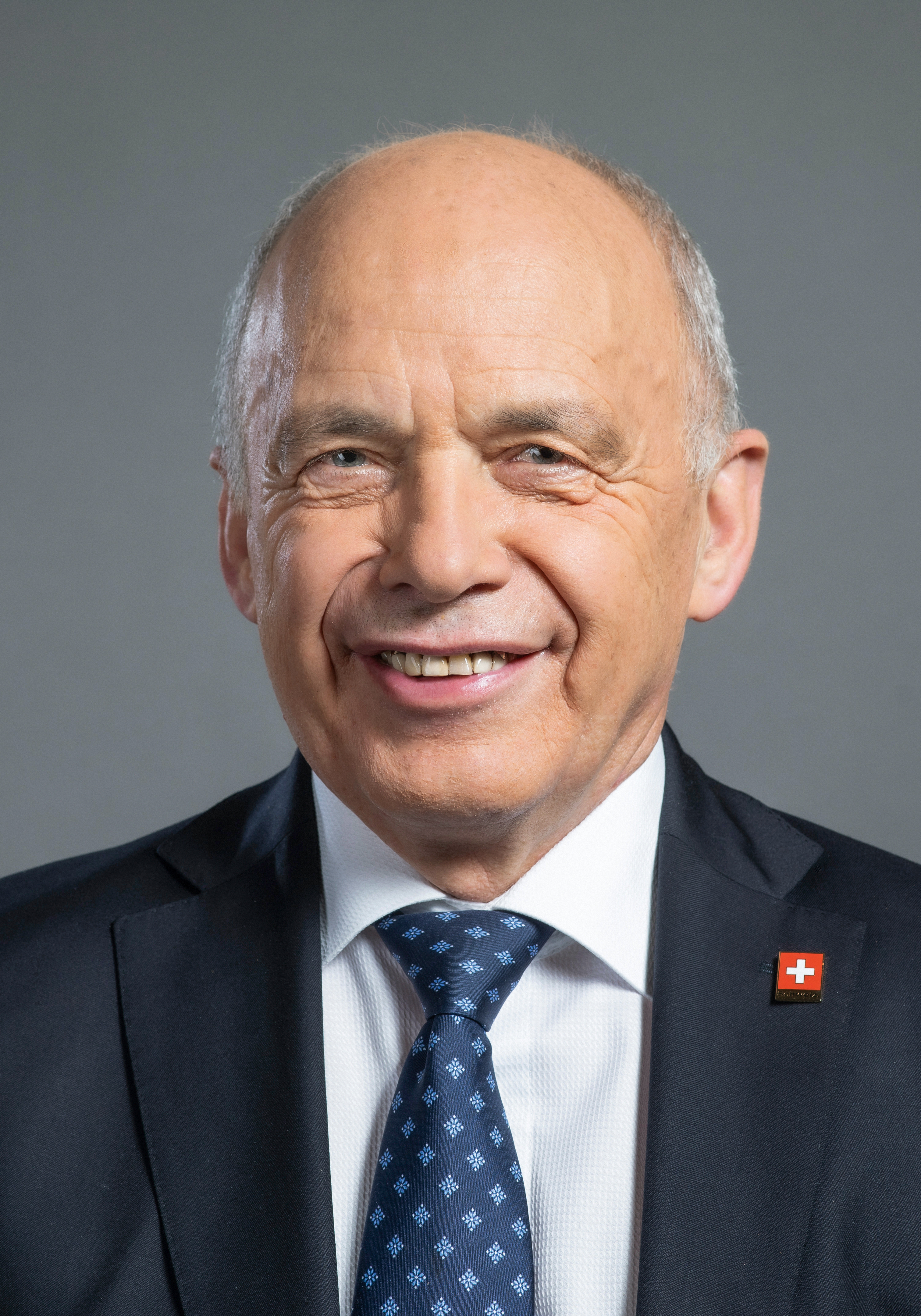
Ueli Maurer war Vorsteher des Finanzdepartements kurz vor der Krise der Credit Suisse.

Ein kausales Fehlverhalten seitens der politischen Behörden konnte die Untersuchungskommission nicht feststellen. Jedoch wurde die Informationspolitik des damaligen Finanzministers Ueli Maurer mehrfach kritisiert. Diese habe dazu geführt, dass der Bundesrat zeitweise nur eingeschränkt seiner Verantwortung gerecht werden konnte. Zwar hatte Maurer informelle Treffen mit dem Präsidenten der Schweizerischen Nationalbank, Thomas Jordan, initiiert, doch diese wurden als «bedingt zweckmässig» beurteilt, da sie nicht mit den regulären Krisenstrukturen abgestimmt waren.

### Empfehlungen und Forderungen
Im Bericht wurden Reformbedarfe identifiziert. Die Untersuchungskommission sprach zwanzig Empfehlungen an den Bundesrat aus und reichte sechs Postulate, vier Motionen sowie eine parlamentarische Initiative ein.
| Art        | Titel |
| ---------- | --- |
| Motion     | Ziele der Too-big-to-fail-Gesetzgebung anpassen                                                                                              |
| Motion     | Erleichterungen von Eigenmittel- und Liquiditätsvorschriften für SIBs beschränken                                                            |
| Motion     | Durchsetzungskraft der Finanzmarktaufsicht bei systemrelevanten Banken stärken                                                               |
| Motion     | Kompetenzen der Nationalbank gegenüber systemrelevanten Banken in Bezug auf ELA erweitern                                                    |
| Postulat   | Interessenskonflikte bei der Revision von Banken vermindern                                                                                  |
| Postulat   | Krisenfrüherkennung überprüfen und die Rolle der Bundeskanzlei stärken                                                                       |
| Postulat   | Falsche Anreize bei Vergütungen und Ausschüttungen der systemrelevanten Banken vermeiden                                                     |
| Postulat   | Governance der Finanzmarktaufsicht erleichtern                                                                                               |
| Postulat   | Aktionariat in systemrelevanten Grossunternehmen stärken                                                                                     |
| Postulat   | Gewährskriterien überprüfen, um Verantwortung der systemrelevanten Banken gegenüber Schweizer Volkswirtschaft und Steuerzahlenden zu stärken |
| Initiative | Anpassung des Parlamentsgesetzes betreffend PUK                                                                                              |

## Reaktionen
Die FDP lobte das Krisenmanagement des Finanzdepartements unter Karin Keller-Sutter (FDP), der Nachfolgerin von Ueli Maurer. Dadurch sei eine internationale Finanzkrise vermieden worden. Die FDP kritisierte jedoch das frühere Versagen der Finanzmarktaufsicht und forderte eine konsequentere Durchsetzung der bestehenden Instrumente. PUK-Mitglied und SVP-Nationalrat Thomas Matter bezeichnete die Kritik gegen seinen Parteikollegen Ueli Maurer als «Nebenschauplatz». Maurer selbst gab unmittelbar nach der Veröffentlichung des Berichts keine Stellungnahme ab, da er den Bericht zuerst studieren wollte.
Die Sozialdemokraten veröffentlichten eine Reihe von Forderungen, darunter ein Boni-Verbot für systemrelevante Banken, eine Abgeltung für die Staatsgarantie, ein Verbot der Parteifinanzierung durch die UBS oder höhere Eigenkapitalanforderungen. Die SP warnte zudem vor dem Risiko der «XXL-UBS». Die Mitte forderte effektivere Regulierungen, etwa durch die Stärkung der Finanzmarktaufsicht und die stärkere Einbindung der Nationalbank. Die Mitte-Partei forderte zudem, Akteure im Finanzsektor müssten verantwortungsvoller handeln.
Die Finanzmarktaufsicht begrüsste die Empfehlungen der Untersuchungskommission an den Bundesrat hinsichtlich neuer Aufsichtskompetenzen. Der Bundesrat teilte die Einschätzung der PUK, dass die Too-big-to-fail-Regelung Schwachstellen hat. Die Regierung zeigte sich zudem erfreut darüber, dass der Untersuchungsbericht die Arbeit der Behörden positiv würdigte.